# نضال بستاني
نضال البستاني الزوجة الأولى لرئيس وزراء لبنان الأسبق الراحل رفيق الحريري ووالدة أبنائه بهاء الدين وحسام الدين وسعد الدين الحريري ، «من أسرة عراقية من طيء ، موصلية الأصل، أنجبت عدة شخصيات سياسية وأجتماعية مثل خليل إسماعيل البستاني وسعاد خليل إسماعيل وبشرى البستاني ولهم صلة مصاهرة مع أسرتي ساطع الحصري ورشيد عالي الكيلاني».

## زواجها الأول
تعرف السيد رفيق الحريري عليها في الجامعة عندما كانت زميلته فيها آنذاك فتزوجا في عام 1965 وذهبا سوياً عام 1969 إلى السعودية للعمل هناك.
وقد رزقت منه بثلاثة أولاد هم:
- بهاء الدين.
- حسام الدين (توفي عام 1991 بحادث سير).
- سعد الدين (رئيس وزراء لبنان السابق).